# José Luis Violeta
José Luis Violeta Lajusticia (Saragozza, 25 febbraio 1941 – Saragozza, 5 maggio 2022) è stato un calciatore spagnolo, di ruolo centrocampista, soprannominato el León de Torrero.

## Carriera

### Club
Entrò a far parte del settore giovanile del Real Saragozza, la squadra della sua città, che lo cedette per fare esperienza all'Unión Deportiva Puertollano. L’anno seguente il Saragozza decise di farlo giocare in prima squadra.
Giocò con il club aragonese per 14 stagioni, fino al suo ritiro avvenuto nel 1977. Vinse due Coppe del Re e una Coppa delle Fiere.

### Nazionale
Esordì con la Nazionale spagnola il 23 giugno 1966 contro l'Uruguay (1-1). Giocò l'ultima partita in nazionale 2 maggio 1973 contro i Paesi Bassi.
In totale giocò 14 partite e segnò un gol.

### Morte
È morto il 5 maggio 2022 in seguito alle complicazioni per un cancro di cui soffriva.

## Palmarès

### Club

#### Competizioni nazionali
- Coppa del Re: 2

Real Saragozza: 1963-1964, 1965-1966

#### Competizioni internazionali
- Coppa delle Fiere: 1

Real Saragozza: 1963-1964